# Pierre Duplan
Pour les articles homonymes, voir Duplan.
Pierre Duplan est un homme politique français né le 7 octobre 1806 à Bourges (Cher) et mort le 21 juin 1878 à Paris 5e.

## Biographie
Avocat à Bourges, il est un militant libéral et collabore à la Revue du Cher. En 1840, il est associé à la rédaction du grand répertoire du droit de Ledru-Rollin.
En février 1848, il est nommé sous-commissaire du gouvernement provisoire dans le Cher. Il est député du Cher de 1848 à 1849, siégeant à la gauche modérée.

## Sources
- « Pierre Duplan », dans Adolphe Robert et Gaston Cougny, Dictionnaire des parlementaires français, Edgar Bourloton, 1889-1891 [détail de l’édition]